# シャドウェルスタッド
シャドウェルスタッド（Shadwell Stud）は、イギリス・ノーフォーク州セトフォードにあるサラブレッドの種牡馬及び功労馬の繋養を行う牧場である。
ナネリースタッド（Nunnery Stud）とも呼ばれる。
牧場の所有者はハムダン・ビン＝ラーシド・アール＝マクトゥーム（シェイク・ハムダン）。
繋養馬は競走馬としてシェイク・ハムダンが所有していた馬が多い。

## 主な繋養馬
種牡馬
- Baaeed / バーイード（2023年 - ）
- Mohaather
- Mostahdaf / モスターダフ (2024年 - )

## 過去の繋養馬
種牡馬及び功労馬
- Nashwan / ナシュワン（1990年 - 2002年死亡）
- Storming Home / ストーミングホーム（2004年 - 2007年、輸出）
- Unfuwain / アンフワイン（1990年 - 2002年死亡）
- Act One / アクトワン（2003年 - ）
- Haafhd / ハーフド（2005年 - ）
- Aqlaam / アクラーム
- Green Desert / グリーンデザート（1987年 - ）
- Mawatheeq / マワシーク
- Poet's Word / ポエッツワード（2019年）
- Nayef / ネイエフ（2004年 - ）
- Sakhee / サキー（2003年 - 2021年）
- Muhaarar
- Mukhadram
- Tasleet